# Тополиный пух (фильм)
«Тополиный пух» — российский художественный комедийный фильм 2024 года, снятый Артёмом Лемпертом и Кириллом Клепаловым.

## Сюжет
Одинокий и несчастный охранник Саша чувствует, что его жизнь не сложилась. Он беспомощно наблюдает за тем, как его мечты так и не сбываются, а личная жизнь пошла наперекосяк. Погружённый в безысходность, он решает обратиться за помощью к старому другу, который к тому же является мужем его бывшей жены.
Однако в самый неожиданный момент Саша влюбляется в девушку, что пробуждает в нём забытые эмоции и желание изменить свою жизнь. Эта новая любовь становится катализатором для Саши, который, постепенно избавляясь от ощущения безнадежности, начинает видеть мир иначе. Герой сталкивается с множеством трудностей и опасных приключений, которые заставляют его не только спасти себя, но и помочь другим. В итоге Саша находит в себе силу и смелость, чтобы изменить свою судьбу и открыть для себя не только негативные стороны жизни, но и её прекрасные моменты.

## В ролях
| Актёр                      | Роль                           |
| -------------------------- | ------------------------------ |
| Антон Лапенко              | Саша                           |
| Аглая Тарасова             | Юля                            |
| Виталий Хаев               | Дед отец Юли                   |
| Андрей Титченко            | Илюша сын Юли                  |
| Антон Васильев             | Шуба                           |
| Антон Филипенко            | Марат                          |
| Илья Борисов               | Антоха                         |
| Гоша Куценко               | Заместитель мэра               |
| Полина Шашуро              | Гузелька                       |
| Олег Тополянский           | Иваныч                         |
| Илья Варанкин              | Человек в ростовой кукле зебры |
| Ярослав Петрашко           | Начальник коллекторов          |
| Настя Бедбарби             | Девушка пилота                 |
| Евгения Калинец            | Лена                           |
| Серафима Красникова        | Кристина                       |
| Андрей Григорьев-Апполонов | Рыжий                          |
| Дмитрий Будашкаев          | Ильшат                         |

## Съёмки
Фильм снимался осенью 2021 года в Таганроге.
Для устройства съёмочных площадок в город привезли большое количество бутафорского пуха с тополей, изготовленного из камышей, обработанных перекисью водорода.

## Саундтрек
- Валерий Леонтьев — Полёт на дельтаплане
- Иванушки International — Поверь, мне тоже очень жаль
- Александр Иванов — Бледный бармен
- Иванушки International — Где-то
- Slava Marlow, Therr Maitz — Белая Ночь
- Шура — Холодная Луна
- Татьяна Буланова — Мой ненаглядный
- Многоточие — В жизни так бывает
- Кар-Мэн — Сан-Франциско
- Наташа Королёва — Желтые тюльпаны
- Иванушки International — Тополиный пух

## Показ
Демонстрация фильма состоялась 13 июля 2024 года на 8-м кинофестивале «Горький fest» в Нижнем Новгороде.
Предпремьерные показы фильма состоялся 29 июля 2024 года в Московском кинотеатре «Художественный» и 31 июля 2024 года в Санкт-Петербургском кинотеатре «Синема Парк Радуга».
В широкий прокат фильм вышел 1 августа 2024 года.

## Критика
Фильм больше похож на мини-сериал из трех серий с эпилогом. История толком не успевает разогнаться, а камера уже переключается на другого героя, у которого свои проблемы. Такой подход вкупе с довольно-таки небрежным монтажом не способствует эмоциональному вовлечению зрителя.
— Леонид Кискаркин, Вокруг ТВ

Драматургических дыр в повествовании хватает, но создатели латают их за счет ритма и отдельных удачных эпизодов. Все лучшие сцены — приключения горе-киллера, которому давно пора на пенсию, и оказавшегося рядом внучка-школьника Илюши (Андрей Титченко). Спин-офф про эту парочку мог бы получиться лучше «Тополиного пуха».
— Максим Ершов, Okko

Результат напоминает не столько «Криминальное чтиво», сколько сериалы канала ТНТ, под эгидой которого, собственно, и сделана картина.
— Юлия Шагельман, Коммерсантъ

«Тополиный пух» по многим признакам наследует ярчайшим представителям той волны подражателей раннему Квентину Тарантино, которая обильно захлестнула экраны в 1990-х и начале 2000-х. Причем наследует вполне компетентно.
— Алексей Литовченко, КиноРепортёр